# Baldurs drøm
Baldurs drøm (Deens voor De droom van Baldr) is een cantate van Niels Gade. Gade had plannen voor meerdere delen, maar het werk bleef beperkt tot slechts één deel. Hij koos voor een tekst van Adolph Herz. Gade was voor muziek nogal op Duitsland gericht met zijn grote voorbeeld Felix Mendelssohn Bartholdy. Tegelijkertijd speelden allerlei strubbelingen tussen Denemarken en Duitsland (respectievelijk Gades eerste en tweede thuisland). Deze strubbelingen en een meer zelfstandige koers (lees meer onafhankelijke van Duitsland) stond het succes van die werk in de weg. Dat gold zeker in de periode tussen de Eerste en Tweede Duits-Deense Oorlog in. Bovendien vreesde men in Denemarken een te grote invloed van bijvoorbeeld Richard Wagner. Een eerste uitvoering vond plaats in Kopenhagen op 25 maart 1858 onder leiding van Gade zelf. Het kwam nog een beperkt aantal keren op de lessenaar, al dan niet in aangepaste vorm. Het werk verdween van de planken om pas na de dood van Gade uitgegeven te worden (1897).
De latere Noorse variant van Geirr Tveitt uit 1938 ging verloren tijdens de Tweede Wereldoorlog.    

## Discografie
In 2007 verscheen het werk op cd bij het platenlabel Classico; in 2013 is het niet meer verkrijgbaar, alleen via download. Die opname is er debet aan dat het werk op internet ingedeeld is als opus 117; Gades nummering komt echter niet verder dan 64.